# ルイ・ミゲル・ゲーラ・ピレス
ルイ・ミゲル・ゲーラ・ピレス（Rui Miguel Guerra Pires 、1998年3月22日 - ）は、ポルトガル・ミランデラ出身のプロサッカー選手。ライオン・シティ・セーラーズFC所属。ポジションは、ミッドフィールダー。

## クラブ歴
2016年8月7日、アヴェス戦でプロデビューを果たした。
2022-23シーズンにFCパソス・デ・フェレイラの2部降格が決定し、2023年7月14日、AFCチャンピオンズリーグ2023/24に出場するシンガポールのライオン・シティ・セーラーズFCへの移籍が発表された。